# Cypern i olympiska spelen
Cypern deltog första gången vid de olympiska vinterspelen 1980 i Lake Placid och de har därefter deltagit i samtliga olympiska spel.
Cypern har vunnit en olympisk medalj, nämligen i segling vid olympiska sommarspelen 2012. De var även nära medalj i Peking 2008 då Antonis Nikolaidis förlorade bronsmedaljen shoot-off mot Frankrikes Anthony Terras i herrarnas skeet.

## Medaljer
| Guld | Silver | Brons | Totalt antal medaljer |
| ---- | ------ | ----- | --------------------- |
| 0    | 1      | 0     | 1                     |